# إدغار توماس
إدغار توماس (2 نوفمبر 1875 ببرستل في المملكة المتحدة - 20 مارس 1936 في المملكة المتحدة) (بالإنجليزية: Edgar Thomas)‏ هو لاعب كريكت بريطاني (وحمل سابقاً جنسية المملكة المتحدة لبريطانيا العظمى وأيرلندا). لعب مع نادي مقاطعة غلوستر للكريكت ‏.

## وصلات خارجية
- إدغار توماس على موقع إي آس بي آن كريك إنفو (الإنجليزية)